# Romocevîțea, Muncaci
Romocevîțea (în ucraineană Ромочевиця) este un sat în comuna Zalujjea din raionul Muncaci, regiunea Transcarpatia, Ucraina.

## Demografie
Componența lingvistică a localității Romocevîțea
     Ucraineană (99,46%)
     Alte limbi (0,54%)
Conform recensământului din 2001, majoritatea populației localității Romocevîțea era vorbitoare de ucraineană (99,46%), existând în minoritate și vorbitori de alte limbi.